# Gastronomiska akademien
Gastronomiska akademien är en akademi med sjutton ledamöter, vars uppgift är att värna om och verka för gastronomins och den gastronomiska kulturens utveckling i Sverige. Akademin grundades 6 november 1958 av tonsättaren Sten Broman, författaren Fritiof Nilsson Piraten och hovtraktören Tore Wretman. Av Broman kallades akademin för ”De sjudderton” och bland de första ledamöterna fanns, förutom grundarna, journalisten Stig Ahlgren, teaterdirektören Karl Gerhard och artisten Povel Ramel.
Ledamöterna i Gastronomiska Akademien väljs in på livstid, men erbjuds vid 75 års ålder att bli så kallade Seniores Nobiles. Från början tilläts inga kvinnor vara med i Akademin, men 1983 invaldes Märit Huldt (Hiram) som första kvinna. Därefter har ytterligare kvinnor valts in som ledamöter. Akademin sammankommer två gånger årligen. Vårmötet inleds alltid med ordförandens, direktörens, tal, som sedan publiceras i Gastronomisk kalender, en skrift om matkultur och mathistoria som publicerats årligen sedan 1960. Höstmötet hålles med gåsmiddag den 10 november till minne av Martin av Tours, akademins skyddshelgon och motivet i dess emblem. 1986 gavs dessutom "Vanliga palsternackan", en parodi på Almanacksförlagets Vanliga almanackan, ut. Den var författad av tallrikarna 4 och 6 (Povel Ramel och Hans Alfredson) och bestod till större delen av en almanacka för 1987 med dagliga förslag på mer eller mindre allvarligt menade maträtter kompletterade av recept.
Akademien belönar även framstående insatser på gastronomins område. Guldmedalj, silvermedalj, diplom och guldpenna delas ut till förtjänta personer. Vidare delar man ut ett särskilt hederspris, Honesta Voluptate ( den ärbara vällusten), som är en bronsstatyett skapad av skulptören Sven Lundqvist. Hederspriset tilldelas personer som under ett långt yrkesliv tillfört svensk gastronomi stora värden.

## Ledamöter

### Tallrik 1
- 1958–1972 Fritiof Nilsson Piraten (1895–1972)
- 1972–1995 Alf Henrikson (1905–1995)
- 1995– Niklas Rådström (född 1953)

### Tallrik 2
- 1958–1972 Ragnar Sachs (1902–1973)
- 1972–1997 Gösta Adelsvärd (1913–1997)
- 1998–2024 Ralph Edenheim (född 1948)
- 2024- Helena Cohen-Höjenberg (född 1956)

### Tallrik 3
- 1958–1982 Mats Rehnberg (1915–1984)
- 1982–1997 Peter Wallenberg (1926–2015)
- 1997–2021 Gunnar Forssell (född 1942)
- 2021– PG Nilsson (född 1960)

### Tallrik 4
- 1958–2007 Povel Ramel (1922–2007)
- 2009– Karsten Thurfjell (född 1955)[4]

### Tallrik 5
- 1958–1964 Karl Gerhard (1891–1964)
- 1965–1997 Bengt Petri (1913–2006)
- 1997– Martin Lind (född 1944)

### Tallrik 6
- 1958–1983 Sten Broman (1902–1983)
- 1983–2014 Hans Alfredson (1931–2017)
- 2014– Sissela Kyle (född 1957)

### Tallrik 7
- 1958–1996 Stig Ahlgren (1910–1996)
- 1997– Carl Jan Granqvist (född 1946)

### Tallrik 8
- 1958–1995 Erik Thyreen (1912–1995)
- 1995– Gunilla Englund (född 1942)

### Tallrik 9
- 1958–2003 Tore Wretman (1916–2003)
- 2003–2016 Karin Johannisson (1944–2016)
- 2016– Charlotte Birnbaum (född 1960)

### Tallrik 10
- 1958–1975 Joen Lagerberg (1888–1975)
- 1975–1995 Per Erik Wahlund (1923–2009)
- 1997–2016 Jan-Öjvind Swahn (1925–2016)
- 2016– Peter Wallenberg (född 1959)

### Tallrik 11
- 1958–1995 Karl Rudolf Bökman (1895–1985)
- 1995–2021 Håkan Mogren (1944–2021)
- 2022–2024 Eva Swartz Grimaldi (1956-2024)

### Tallrik 12
- 1958–1976 Evert Taube (1890–1976)
- 1977–1997 David H. Ingvar (1924–2000)
- 1997– Stephan Rössner (född 1942)

### Tallrik 13
- 1958–1982 Hugo Theorell (1903–1982)
- 1983–1997 Märit Huldt (1912–2006)
- 1997–2024 Peter Harryson (född 1948)
- 2024- Andreas T. Olsson (född 1979)

### Tallrik 14
- 1958–1991 Bertil Kugelberg (1900–1991)
- 1992– 2010 Claes Grill d.y. (född 1932)
- 2011– Martin Ingvar (född 1955)

### Tallrik 15
- 1958–1970 Börje Wickman (1917–1970)
- 1971–1977 Harald Håkansson (1918–1977)
- 1978–2011 Thorsten Andersson (1938–2011)
- 2011– Birgitta Svendén (född 1952)

### Tallrik 16
- 1958–1974 Ingvar Andersson (1899–1974)
- 1974–1997 Lennart Hjelm (1915–2009)
- 1997–2019  Christina Fjellström (född 1953)
- 2019– Christina Wedén (född 1972)

### Tallrik 17
- 1958–1997 H.K.H. Prins Bertil (1912–1997)
- 1998– H.M. Konung Carl XVI Gustaf (född 1946)

### Seniores Nobiles
- 1997–2009 Lennart Hjelm (1915–2009)
- 1997–2006 Märit Huldt (1912–2006)
- 1997–2000 David H. Ingvar (1924–2000)
- 1997–2006 Bengt Petri (1913–2006)
- 1997–2015 Peter Wallenberg (1926–2015)
- 2014–2017 Hans Alfredson (1931–2017)
- 2021– Gunnar Forssell (född 1942)
- 2024- Ralph Edenheim (född 1948)
- 2024- Peter Harryson (född 1948)